# Абакумов, Анатолий Григорьевич
Анато́лий Григо́рьевич Абаку́мов (7 января 1922, Архангельская губерния — 18 августа 1967, Архангельск) — капитан дальнего плавания, Герой Социалистического Труда.

## Биография
Анатолий Григорьевич Абакумов родился 7 января 1922 года в деревне Пустыньга Шенкурского уезда Архангельской губернии (ныне Виноградовского района Архангельской области). Русский.
С 1937 по 1941 год Анатолий Абакумов учился в Архангельском мореходном техникуме, после окончания которого несколько месяцев работал штурманом в Северном морском пароходстве.
В октябре 1941 года Абакумов был призван в ряды РККА. Принимал участие в Великой Отечественной войне, командир взвода, а затем командир роты инженерных войск на Воронежском и 1-м Украинском фронтах.
Член ВКП(б) с 1943 года.
Демобилизовавшись из армии, Абакумов продолжил работать штурманом в Северном морском пароходстве, а с 1952 года — капитаном теплоходов «Академик Комаров», «Донец» и «Мироныч».
Указом Президиума Верховного Совета СССР от 3 августа 1960 года за выдающиеся успехи, достигнутые в деле развития морского транспорта, и безупречную многолетнюю работу в торговом флоте Анатолию Григорьевичу Абакумову присвоено звание Героя Социалистического Труда с вручением ордена Ленина и медали «Серп и Молот».
С 1961 по 1964 год Анатолий Абакумов работал заместителем начальника Северного морского пароходства по мореплаванию.
Скончался 18 августа 1967 года в Архангельске. Похоронен на Вологодском кладбище в Архангельске.

## Память
- С 1969 по 1990 год — имя Анатолия Абакумова носил лесовоз ледового класса Северного морского пароходства.
- В 2007 году — спущен на воду теплоход «Капитан Абакумов».
- В Архангельске в здании Арктического морского института имени В. И. Воронина установлен памятный стенд.

## Награды
- медаль «Серп и Молот»,
- орден Ленина,
- орден Красного Знамени,
- орден Отечественной войны 2-й степени,
- орден Красной Звезды,
- медали, в том числе «За боевые заслуги»,
- знак «Почётный работник морского флота» (1957 год).